# Трансглутаминазы
Трансглутаминазы — семейство ферментов (КФ 2.3.2.13), катализирующих образование ковалентных связей между свободными аминогруппами (либо из боковых цепей лизина) и гамма-карбоксамидными группами глутамина. Ковалентные связи, образованные трансглутаминазами, устойчивы к протеолизу .
Реакция катализируемая данным ферментами:
Gln-(C=O)NH2 + NH2-Lys → Gln-(C=O)NH-Lys + NH3.
Трансглутаминазы также могут присоединять первичные амины (RNH2) к карбоксиамидной группе ((C=O)NH2) боковой цепи связанного с белком/пептидом остатка глутамина, образуя таким образом псевдопептидную связь:
Gln-(C=O)NH2 + RNH2 → Gln-(C=O)NHR + NH3.
Эти ферменты также могут дезамидировать (отщеплять молекулу аммиака) остатки глутамина до остатков глутаминовой кислоты в присутствии молекул воды:
Gln-(C=O)NH2 + H2O → Gln-COOH + NH3.
Трансглутаминаза, выделенная, например, из бактерий Streptomyces mobaraensis, является кальцийнезависимым ферментом. Трансглутаминазы млекопитающих, помимо других трансглутаминаз, для эффективного катализа требуют в качестве кофактора ионы кальция Ca2+.
Трансглутаминазы были описаны в 1959 году. Точная биохимическая функция была описана на факторе свёртывания крови XIII в 1968 году.

Различают тканевую трансглутаминазу содержащуюся в организме человека и продуцируемую бактериями — микробиальную транглутаминазу (мТГ).
Микробиальная трансглутаминаза (трансглутаминаза) — мТГ (протеин-глутамин-γ-глутамилтрансфераза, (КФ 2.3.2.13) — распространённый в живой природе фермент, участвующий в жизненно важных биологических функциях. ТГ катализирует реакции ацильного переноса между γ-карбоксиамидной группой пептид-связанных остатков глутамина (ацильный донор) и различными первичными аминами, в том числе ε-аминогруппой остатков лизина (ацил-акцептор), что приводит к формированию «сшивок» в молекулах белка. Это сшивание может быть как внутри-, так и межмолекулярным, что в последнем случае приводит к упрочнению белкового каркаса. Получаемые в промышленных масштабах препараты мТГ применяют в технологиях переработки молока, мяса и других видов пищевого сырья. Имеются сведения об использовании препаратов мТГ в технологии производства пищевых плёнок и медицине.

## Разновидности
У человека было охарактеризовано девять трансглутаминаз, восемь из которых катализируют реакции трансамидирования. Эти ТГазы имеют трёх- или четырёхдоменную организацию с иммуноглобулиноподобными доменами, окружающими центральный каталитический домен. Основной домен принадлежит к суперсемейству папаиноподобных протеаз (суперсемейству CA) и использует каталитическую триаду Cys-His-Asp. Белок 4.2, также называемый полосой 4.2, является каталитически неактивным членом семейства трансглутаминаз человека, в каталитической триаде которой имеется замена аминокислотного остатка Cys на Ala.
| Название                                            | Ген   | Активность в тканях/процессах       | Хромосомы   | OMIM        |
| --------------------------------------------------- | ----- | ----------------------------------- | ----------- | ----------- |
| Фактор XIIIа (фибрин-стабилизирующий фактор) A-цепь | F13A1 | коагуляция крови                    | 6p25-p24    | OMIM 134570 |
| Трансглутаминаза кератиноцитов                      | TGM1  | кожа                                | 14q11.2     | OMIM 190195 |
| Тканевая трансглутаминаза                           | TGM2  | во всех тканях                      | 20q11.2-q12 | OMIM 190196 |
| Эпидермальная трансглутаминаза                      | TGM3  | эпидермис кожи                      | 20q12       | OMIM 600238 |
| Трансглутаминаза предстательной железы              | TGM4  | предстательная железа               | 3p22-p21.33 | OMIM 600585 |
| TGM X                                               | TGM5  | кожа                                | 15q15.2     | OMIM 603805 |
| TGM Y                                               | TGM6  | нервы, ЦНС                          | 20q11-15    | OMIM 613900 |
| TGM Z                                               | TGM7  | яички, лёгкие                       | 15q15.2     | OMIM 606776 |
| Белок полосы 4.2                                    | EPB42 | эритроциты, костный мозг, селезёнка | 15q15.2     | OMIM 177070 |

Бактериальные трансглутаминазы представляют собой однодоменные белки с похожим фолдингом кора (ядра). Трансглутаминаза, обнаруженная в некоторых бактериях, катализирует реакции с помощью диады Cys-Asp.

## Биологическая роль
Трансглутаминазы образуют сильно сшитые, как правило, нерастворимые белковые полимеры. Эти биологические полимеры необходимы организму для создания барьеров и устойчивых структур. Примерами являются сгустки крови (фактор свёртывания крови XIII), кожа и волосы. Каталитическая реакция обычно рассматривается как необратимая, и её необходимо тщательно регулировать с помощью обширных механизмов контроля.

## Участие в заболеваниях
Дефицит фактора XIII (редкое генетическое заболевание) предрасполагает к кровотечениям; концентрированный фермент может быть использован для коррекции аномалии и снижения риска возникновения кровотечений.
Антитела к трансглутаминазе обнаруживаются при глютеновой энтеропатии (целиакии) и могут играть роль в повреждении эпителия тонкой кишки, происходящей в ответ на диетический глиадин, который и является триггером данных повреждений эпителия. При родственном герпетиформном дерматите, при котором часто обнаруживаются изменения в тонкой кишке и который реагирует на исключение из рациона продуктов из пшеницы, содержащих глиадин, преобладающим аутоантигеном является эпидермальная трансглутаминаза.
Недавние исследования показывают, что у страдающих неврологическими заболеваниями, такими как болезнь Хантингтона и болезнь Паркинсона, может быть необычно высокий уровень одного типа трансглутаминазы, тканевой трансглутаминазы. Предполагается, что тканевая трансглутаминаза может участвовать в формировании белковых агрегатов, вызывающих болезнь Хантингтона, хотя, скорее всего, в этом нет необходимости.
Мутации трансглутаминазы кератиноцитов связаны с ламеллярным ихтиозом.

## Применение в промышленности и кулинарии

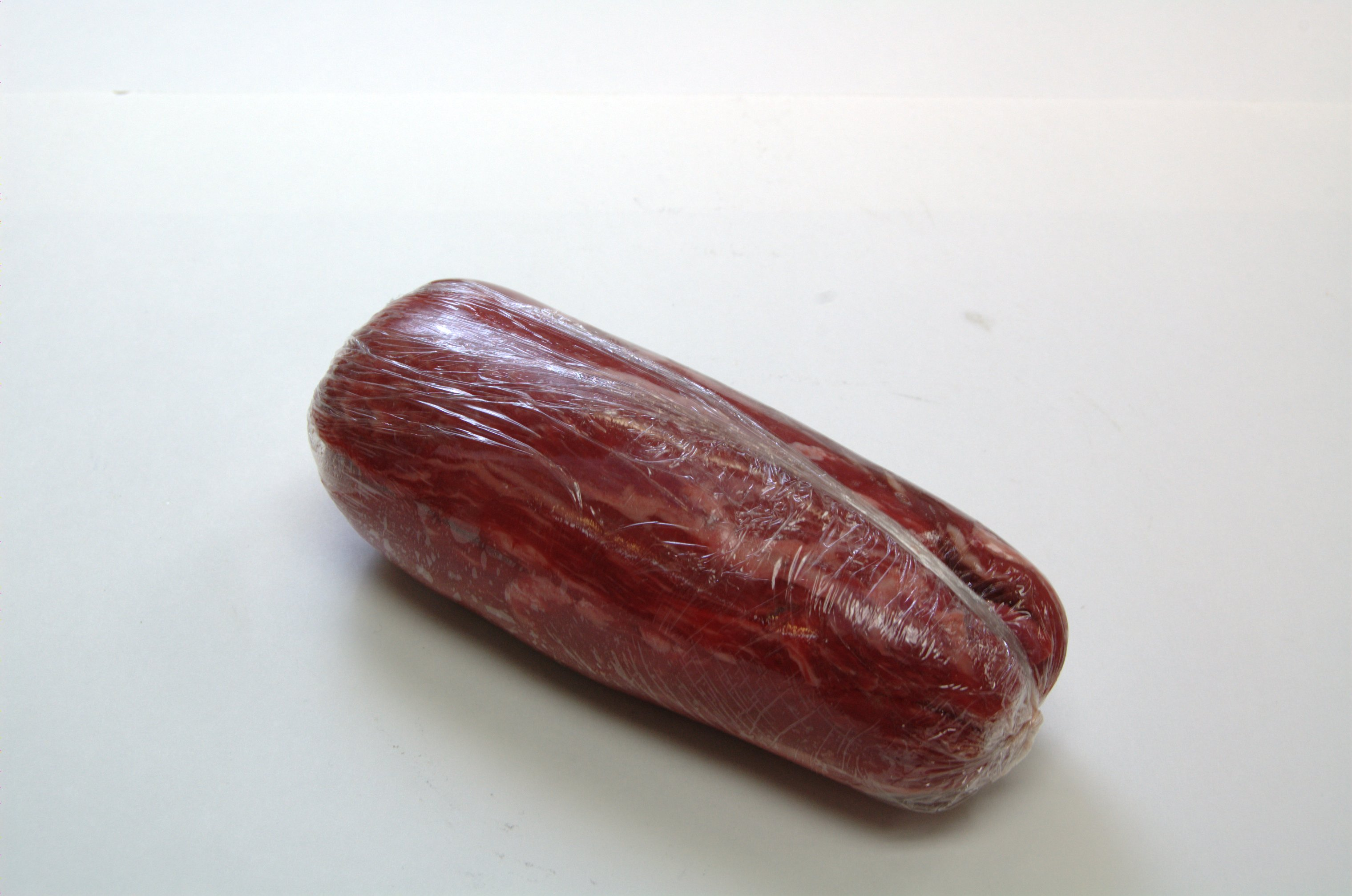
Три бистро-тендера соединяются вместе с помощью трансглутаминазного «мясного клея». Они застынут за ночь, прежде чем их развернут, нарежут на порции, приготовят и подадут на стол.

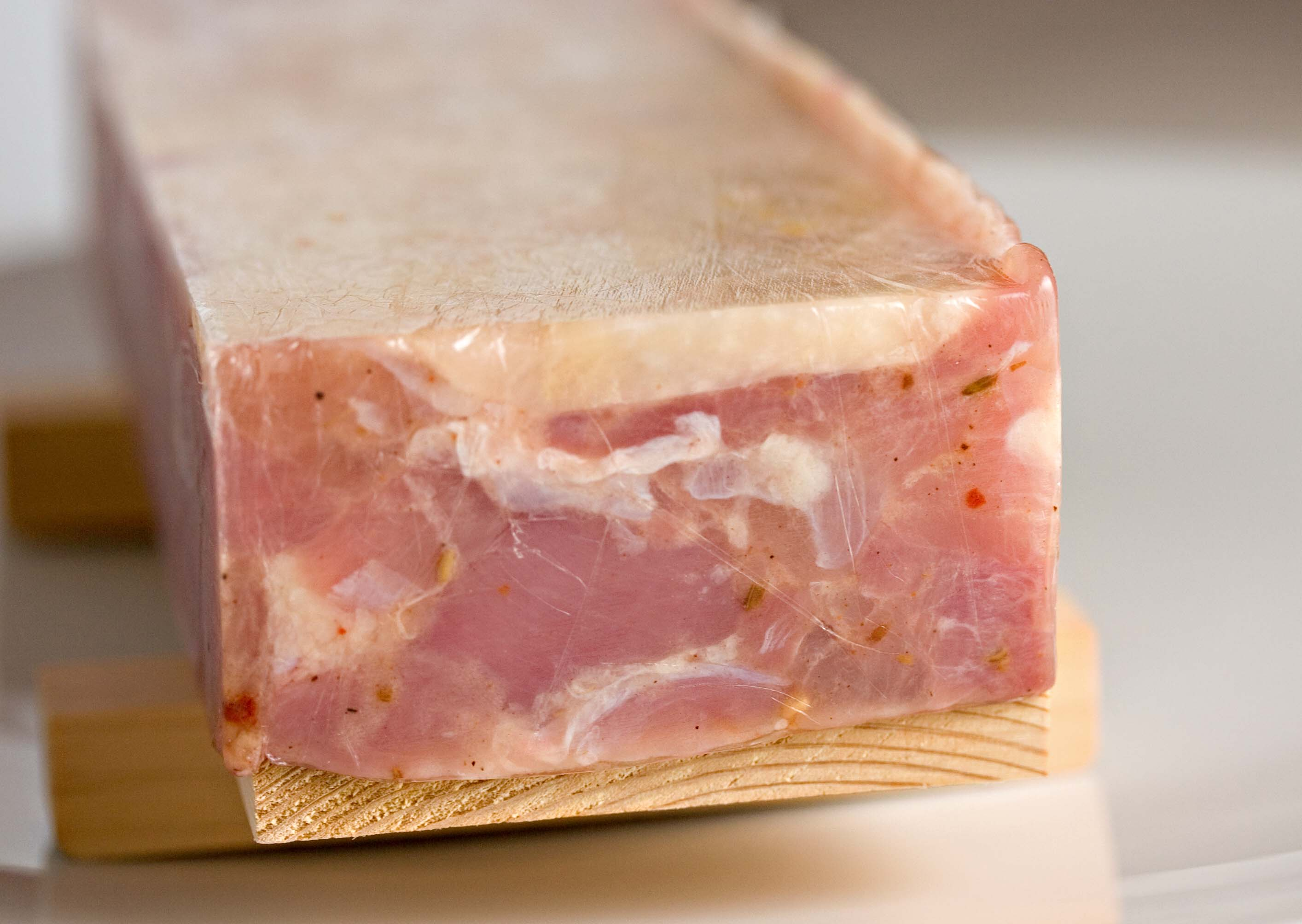
Куриный террин, обработанный трансглутаминазой.

В коммерческой пищевой промышленности трансглутаминаза используется для связывания белков вместе. Примерами продуктов, приготовленных с использованием трансглутаминазы, являются имитация крабового мяса (крабовые палочки) и рыбные фрикадельки. Они производятся путём ферментации Streptomyces mobaraensis в промышленных масштабах (P81453) или экстрагируются из крови животных и используются в различных процессах, включая производство мясных и рыбных продуктов.
Трансглутаминазу можно использовать в качестве связующего агента для улучшения текстуры богатых белком продуктов, таких как сурими или ветчина.
Тромбин-фибриногенный «мясной клей» из крупного скота и свиней был запрещён на всей территории Европейского Союза в качестве пищевой добавки в 2010 году. Трансглутаминаза остается разрешённой, и её не требуется декларировать, поскольку она считается вспомогательным средством для обработки, а не добавкой, которая остаётся в конечном продукте.

### Молекулярная кухня
Трансглутаминаза также используется в молекулярной кухне для сочетания новых текстур с существующими вкусами. Помимо этих основных применений, трансглутаминаза использовалась для создания некоторых необычных продуктов питания. Британскому шеф-повару Хестону Блюменталю приписывают внедрение трансглутаминазы в современную кулинарию.
Уайли Дюфресн, шеф-повар нью-йоркского авангардного ресторана wd~50, познакомился с трансглутаминазой у Блюменталя и изобрел «пасту», приготовленную более чем на 95 % из креветок благодаря трансглутаминазе.

## Законодательство
Способы работы с ферментными препаратами в соответствии с Европейскими нормами описаны в Директиве Европейского парламента Reg. (CE) No 1332/2008, в которой даётся определение, что является ферментным препаратом, какие существуют правила по внесению ферментного препарата в список разрешённых ферментов.
(http://eur-lex.europa.eu/LexUriServ/LexUriServ.do?uri=OJ:L:2008:354:0007:0015:en:PDF). 
Директива (ЕС) 1332/2008 вступила в силу в январе 2009 года. Она регулирует использование ферментов пищевой промышленности в Европейском союзе. В частности, это регулирование нацелено на создание списка разрешённых ферментов, который будет использоваться в пищевых продуктах после оценки EFSA (European Food Safety Authority). (http://www.efsa.europa.eu)
EFSA (European Food Safety Authority) — агентство Европейского союза, которое предоставляет независимые консультации и информацию по существующим и возможным рискам, связанным с продовольствием. Деятельность агентства охватывает все вопросы прямого и непрямого влияния на безопасность пищевых продуктов и кормов, включая здоровье животных и защиту растений.
Производители ферментов были обязаны представить заявление на прохождения тестов на критерии безопасности для своих ферментов до марта 2015 года. Ряд производителей уже прошли все исследования, подтверждающие безопасность фермента.
Информацию о процессе оценки можно найти на интернет-сайте EFSA.
(http://registerofquestions.efsa.europa.eu/roqFrontend/questionLoader?question=EFSA-Q-2015-00095).
В Таможенном Союзе данный фермент не внесён в ТР ТС 029/2012 — Требования безопасности пищевых добавок, ароматизаторов и технологических вспомогательных средств, но на компонент ранее выдавались СГР, а в настоящий момент этот продукт, исходя из действующего закона, подлежит декларированию.
Споры по правовой стороне применения фермента отражены в статье «Трансглютаминазация России. 13-й фактор» в журнале "Мясная Сфера № 3 (112) 2016 

## Безопасность
Стандартный ряд исследований безопасности, обычно проводимых со всеми коммерчески используемыми пищевыми ингредиентами в Европе, проводился с применением микроорганизмов и лабораторных животных. Никаких неблагоприятных токсикологических результатов не обнаружено.
Трансглютаминаза указана в базе данных веществ ECHA (The European Chemicals Agency/Европейское агентство по химическим веществам) в качестве компонента, разрешённого для применения в пищевой промышленности.
ECHA является движущей силой регулирующих органов в реализации новаторского законодательства Евросоюза в области химических веществ. Действует в интересах здоровья человека и окружающей среды. ECHA контролирует соблюдение законодательства производителями и дистрибьюторами химических веществ, способствует безопасному использованию химических веществ, предоставляет информацию о химических веществах и обращает особое внимание на химические вещества, вызывающие подозрение.(http://echa.europa.eu/web/guest/information-on-chemicals/cl-inventory-database)
Во Франции TG считается технологически вспомогательным средством и одобрена для применения в рыбных продуктах, мясных, хлебобулочных и молочных продуктах.
TG разрешена для использования в пищевой промышленности в США, Канаде, Бразилии, Японии, Кореи, Китае и Таиланде.
Трансглютаминаза, после длительных исследований воздействия на организмы млекопитающих, признана безопасной агентством FDA, отмечена как GRAS.
GRAS является аббревиатурой фразы Generally Recognized as Safe — это общепринятое обозначение безопасного продукта.
FDA — агентство Министерства здравоохранения и социальных служб США, один из федеральных исполнительных департаментов. Управление занимается контролем качества пищевых продуктов, лекарственных препаратов, косметических средств, табачных изделий и некоторых других категорий товаров, а также осуществляет контроль за соблюдением законодательства и стандартов в этой области. Вещества, которые используются для производства пищевой продукции, подлежат предварительному одобрению FDA.
Полное уведомление GRAS доступно на веб-сайте FDA.(https://www.accessdata.fda.gov/scripts/fdcc)
Существуют версии, что промышленная пищевая добавка — микробная трансглютаминаза, имитирует тканевую трансглютаминазу и является иммуногенной у пациентов с глютеновой болезнью. (Autoimmun Rev, 2016; 15: 1111—1119)
В статье «Трансглютаминазы при дисбактериозе как потенциальные факторы аутоиммунной реакции», где авторы Aaron Lerner, Rustam Aminov и Torsten Matthias ссылаются на ряд исследований с выводами о неблагоприятном воздействии mTG при попадании в кишечник человека. Так, они сообщают: «Недавно было заявлено, что микробные ферменты абсолютно безопасны для здоровья. Кроме того, ферменты не остаются активными в конечных продуктах».
Трансглютаминаза естественным образом вырабатывается в организме, но имеет структуру, отличную от микробного разнообразия, используемого в пищевых продуктах. И, по словам Аарона Лернера, доктора медицинских наук, из Института AESKU.KIPP в Вендельсхайме, Германия, эти пищевые продукты могут «значительно увеличить» количество трансглютаминазы в кишечнике. И известно, что глютен позволяет определённым белкам, в том числе микробной трансглютаминазе, взаимодействовать с иммунными клетками в кишечнике.
Чтобы проверить свою теорию, учёные проверили антитела из крови больных целиакией. Они обнаружили, что микробная трансглютаминаза при связывании с фрагментами глютена, вероятно, является мишенью иммунного ответа при целиакии. Означает ли это, что микробная трансглютаминаза небезопасна? На данном этапе исследователи не могут сделать однозначный вывод. По словам доктора Лернера, «в конечном итоге всё, что у нас есть, — это ассоциации между микробной трансглютаминазой и целиакией». Что он должен сделать, так это «эксперимент с воздействием на животных моделях, клеточных линиях кишечника или биопсии». Тем временем он рекомендует «прозрачность и бдительность в отношении маркировки продуктов, обработанных с использованием микробной трансглютаминазы».
Аарон Лернер проводит исследования в области питания и диетологии, гастроэнтерологии и педиатрии. Основные интересы: слизистая иммунология, микробиом / дисбиом, люминесцентные эко-события, которые вызывают системный аутоиммунитет, промышленные обработанные пищевые добавки, которые вредны для здоровья человека, микробная трансглютаминаза, иммуногенность и патогенность, горизонтальный перенос генов в кишечнике человека, побочные эффекты глютена Matthias T, Jeremias P, Neidhöfer S, Lerner A.

## Методика обнаружения
До 2019 года в РФ не было стандартной методики для определения микробной трансглютаминазы в пищевых продуктах.
В 2019 года Росстандарт аттестовал разработанную одним из российских предприятий методику измерений массовой доли микробной трансглютаминазы (мТГ) в пробах продуктов питания методом иммуноферментного анализа (ИФА).
Исследования произведённые по ИФА-методике на качественный анализ подтвердили, что в молочной и колбасной продукции обнаруживается фермент, и даже в мясных консервах прошедших автоклавирование, но это противоречит заявлению, что метод позволяет обнаруживать в продуктах внесённый фермент, а не его активную форму (ввиду того, что именно для ферментов целесообразно определять остаточную активность, а не количество внесённого компонента).
Уральский НИИ метрологии Росстандарта аттестовал методику, которая позволит лабораториям определять, присутствует ли в пищевых продуктах эта добавка. Ведущие отраслевые ВУЗы применимость данного метода для молочной/мясной промышленности не проверяли.
Методика измерений массовой доли микробной трансглютаминазы в пробах продуктов питания методом иммуноферментного анализа внесена в Федеральный информационный фонд по обеспечению единства измерений (номер ФР.1.31.2019.33721). О нюансах внедрениях и практической реализации методики было рассказано на семинаре, который прошёл в апреле в Ростове-на-Дону с участием специалистов ветеринарных лабораторий и референтных центров Россельхознадзора. Внедрение новой методики в ветеринарных лабораториях и референтных центрах Россельхознадзора позволит начать статистическую проверку по применению ТГ. Методика включена в Информационном фонде по обеспечению единства измерений и используется в судебной практике.